# Colostygia arctica
Colostygia arctica là một loài bướm đêm trong họ Geometridae.